# Иоанн XXIII
Святой Иоанн XXIII (лат. Ioannes PP. XXIII, итал. Giovanni XXIII; в миру — Анджело Джузеппе Ронкалли (итал. Angelo Giuseppe Roncalli); 25 ноября 1881, Сотто-иль-Монте, Ломбардия, Королевство Италия — 3 июня 1963, Ватикан) — папа римский с 1958 по 1963 год. Дипломат Ватикана, Апостольский визитатор в Болгарии, Апостольский делегат в Турции и Греции, администратор Апостольского викариата Стамбула и Апостольский нунций во Франции. Взойдя на папский престол, выступал за мир и мирное сосуществование государств с различными социальными системами. Стремился модернизировать Католическую церковь в связи с изменившимися в мире условиями. В 1962 году созвал Второй Ватиканский собор.
В консервативных кругах имел прозвище «Красный папа» — в связи с мягкой позицией в отношении СССР, социалистических стран и прокоммунистических сил на Западе, а также с проповедью мира во всём мире в условиях Холодной войны.
С 26 апреля 1960 года, после отставки президента Южной Кореи — Ли Сын Мана и до 3 июня 1963 года, то есть до своей кончины, являлся самым пожилым действующим главой государства на планете.

## Начало служения

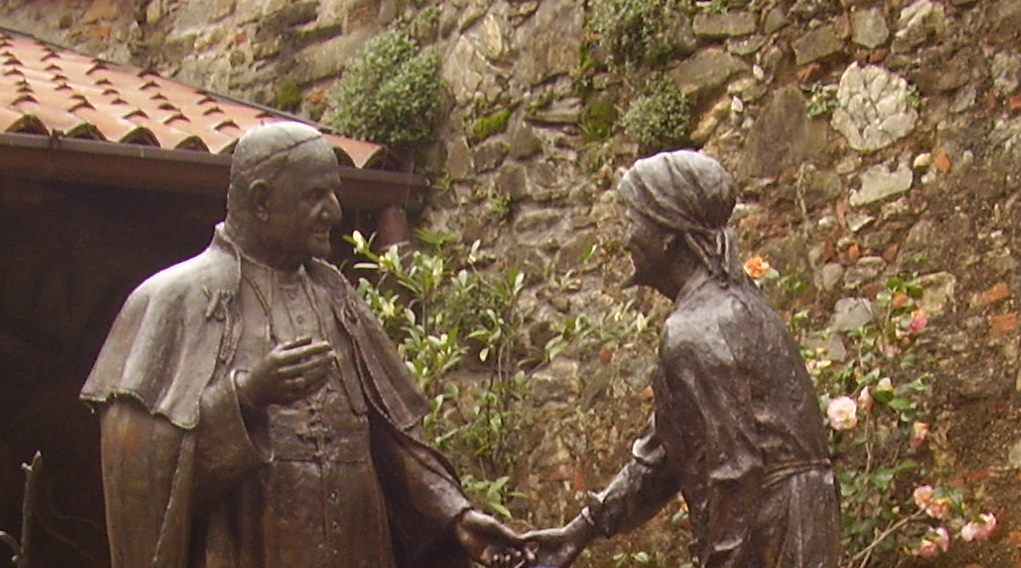
Памятник Иоанну XXIII во дворе дома, где он родился в Сотто-иль-Монте

Анджело Джузеппе Ронкалли родился на севере Италии в местечке Сотто-иль-Монте в Ломбардии в 1881 году. Выходец из многодетной крестьянской семьи, которая работала на хозяев по системе половничества, он сохранил до конца жизни связь с роднёй, с братьями, так и оставшимися крестьянами. Его семья была бедной.
В 1900 году окончил низшую духовную семинарию в Бергамо, в 1904 году — теологическое отделение Римской папской семинарии. Получив диплом богослова и приняв сан священника, более десяти лет был секретарём епископа Бергамо Д. М. Радини Тедески (1904—1914), находившегося в оппозиции в папе Пию X, одновременно преподавая историю церкви в Бергамской семинарии.
Во время Первой мировой войны был призван в армию, где служил сначала санитаром фронтового госпиталя, затем военным капелланом в том же госпитале.
В 1921 году был назначен членом Священной конгрегации пропаганды веры. Занимался реорганизацией миссионерской службы, вёл курс патрологии в папском Латеранском университете.

## Дипломатическая карьера
В 1925 году, получив сан епископа, был назначен Апостольским визитатором в Софию. Болгарский царь принадлежал к православной церкви, его жена, из Савойской династии, — к католической. Чтобы бракосочетание совершилось по католическому обряду, дети от этого брака должны были воспитываться в католической вере, что не устраивало болгарского царя. Часто возникали такие ситуации, из которых сам Ронкалли с трудом находил выход.
В 1935 году он прибыл в качестве Апостольского делегата в Турцию и будучи, одновременно Апостольским администратором викантного Апостольского викариата Стамбула имел здесь официальную резиденцию. Поскольку он представлял папский престол также и в Афинах, то ему приходилось действовать в одно и то же время в двух конфликтующих между собой средах. Хорошо справлялся со своими обязанностями в непростых условиях, вследствие чего был рекомендован помощником статс-секретаря в Ватикане на пост нунция в Париже (1944 год). Парижская нунциатура считалась местом первостепенной важности, его предшественник на этом посту, Валери, поддерживавший хорошие отношения с режимом Виши, после падения этого режима был отозван по требованию Ш. де Голля. Большинство французских епископов, подобно тому же Валери, было коллаборационистами. Ронкалли оказался перед сложными проблемами, но быстро завоевал доверие де Голля и лидера социалистов Ги Молле. Находясь в Париже, сумел наладить контакт и с представителями СССР.

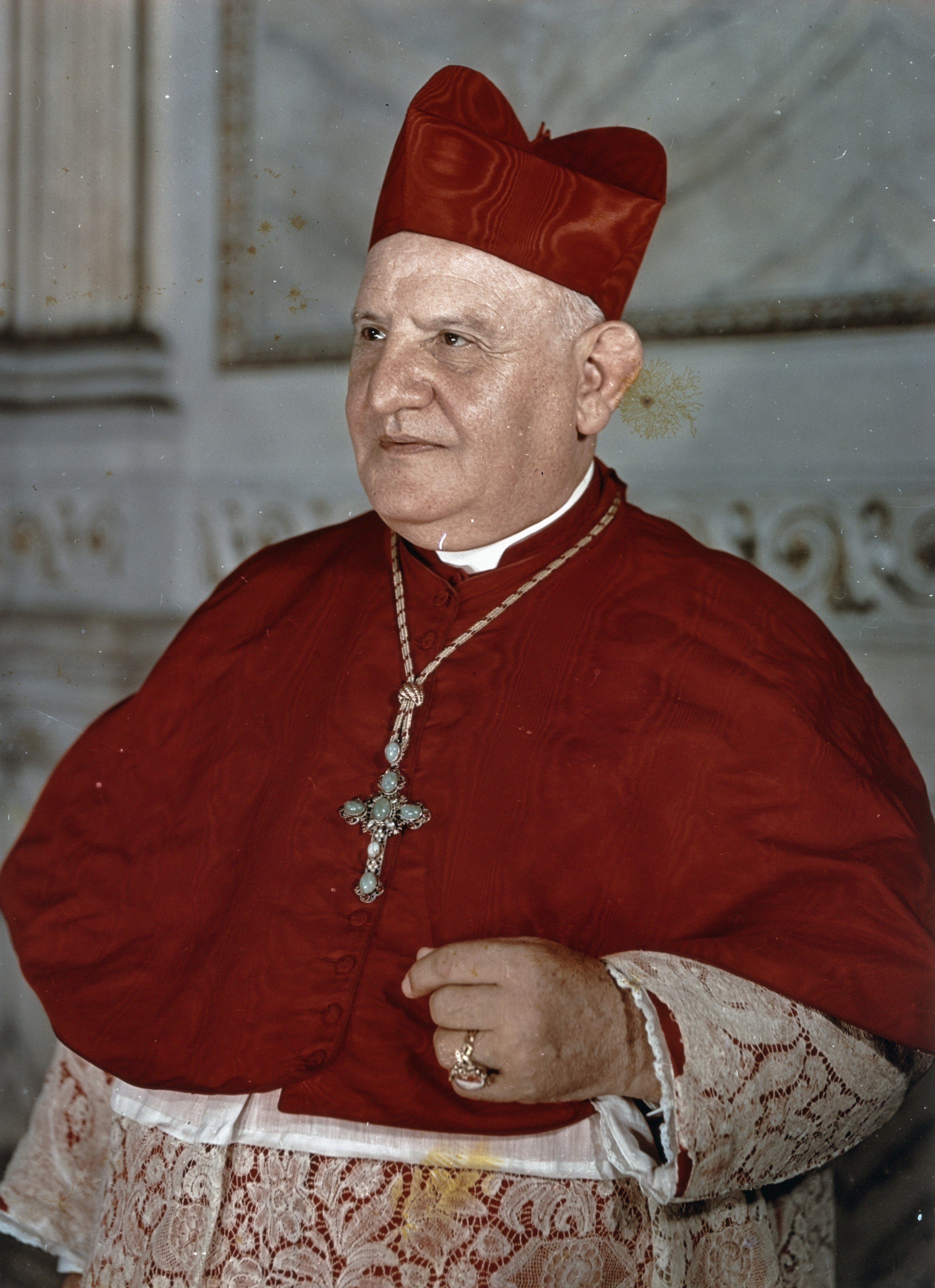
Кардинал Ронкалли, 1953 г.

## Кардинал. Избрание папой
Имея симпатии к движению «рабочих-священников», когда молодые священники работали полный рабочий день на фабриках или заводах, входили в политические партии и вступали в профсоюзы, против чего категорически выступал папа Пий XII, выполнил директивы Ватикана по запрету этого движения и отлучению от церкви его активистов. Вскоре после этого в 1953 году стал кардиналом и Патриархом Венеции и примасом Далмации.
Осенью 1958 года конклав избрал Ронкалли папой в 11-м туре голосования. Он стал самым пожилым (на момент избрания) папой XX столетия. Новоизбранный папа взял себе имя „Иоанн XXIII“. Выбор имени папы был воспринят неоднозначно, поскольку Иоанном XXIII именовал себя антипапа Бальтазар Косса, и почти 550 лет ни один римский понтифик не называл себя Иоанном, чтобы его имя не совпало с именем одиозной личности. Сам Ронкалли объяснил, чем это имя ему дорого: «Это имя хорошо звучит. Так звали моего отца. Оно звучит ласково, потому что напоминает мне о бедном приходе, в котором меня крестили. Кроме того, понтификат всех пап по имени Иоанн был наиболее коротким». Выбрал себе девизом „Повиновение и мир“.

## Понтификат

Герб Иоанна XXIII

Понтификат Иоанна XXIII, продлившийся неполных 5 лет, определил новый курс ватиканской политики, которая соответствовала новым реалиям и была призвана установить диалог между разными странами, религиями и конфессиями, а также улучшить социальное положение верующих в разных регионах мира. Большинство исследователей называют политику папы Иоанна XXIII, направленную в защиту беднейших жителей мира, примером утверждения принципов христианского социализма, которые развивались в папских энцикликах.

### Энциклики
Иоанн XXIII за время своего пятилетнего понтификата с 28 октября 1958 года по 3 июня 1963 года опубликовал 8 энциклик, посвящённых различным темам в области экклезиологии, экуменизма, социального учения Римско-Католической Церкви, нравственности и морали.
| Латинское название            | Русское название               | Краткое содержание | Дата написания        | Текст энциклики                         |
| 1.Ad Petri Cathedram          | «К Кафедре Петра»              | Представлен план основных мероприятий понтификата Иоанна XXIII: созыв II Ватиканского Собора, проведение Римского епископского Синода, обновление Кодекса Кодекса Канонического Права. Иоанн XXIII уделил в данной энциклике внимание обрядовому и доктринальному единству Католической Церкви, социальной проблематике | 29 июня 1959 года     | *«Ad Petri Cathedram» (англ.)           |
| 2.Sacerdotii nostri primordia | «Начало Нашего Священства»     | Данная энциклика посвящена духовной жизни священников | 1 августа 1959 года   | - «Sacerdotii Nostri Primordia» (англ.) |
| 3.Grata recordatio            | «С Радостным Воспоминанием»    | В данной энциклике Иоанн XXIII объявил октябрь месяцем особенной молитвы, посвящённой Деве Марии | 26 сентября 1959 года | - «Grata Recordatio» (англ.)            |
| 4.Princeps pastorum           | «Высший Пастырь»               | В данной энциклике Иоанн XXIII призвал всех католиков принимать активное участие в миссионерской работе | 28 ноября 1959 года   | - «Princeps Pastorum» (англ.)           |
| 5. Mater et Magistra          | «Мать и Наставница»            | Данная энциклика была приурочена к тридцатой годовщине энциклики римского папы Пия XI «Quadragesimo Anno». В ней делался упор на разработку новой общественной и экономической системы. Иоанн XXIII признал правомерность существования классовой борьбы рабочих в защиту своих прав и утверждал, что борьба рабочего класса за социальную справедливость и его стремление к представительству в средних и крупных предприятиях и участие в их прибылях являются объектом поддержки со стороны Католической Церкви. С оговорками разрешалось католикам «вступать в отношения с другими лицами, отличными по своим взглядам на жизнь». | 15 мая 1961 года      | - «Mater et Magistra» (англ.)           |
| 6. Aeterna Dei Sapientia      | «Вечная Божественная Мудрость» | Данная энциклика рассматривает в различных аспектах экуменизм | 11 ноября 1961 года   | - «Aeterna Dei Sapientia» (англ.)       |
| 7. Paenitentiam agere         | «Покаяние за Грех»             | В данной энциклике Иоанн XXIII призывает верующих молиться за успешное проведение II Ватиканского Собора в духе покаяния, восхваляя жизнь святого Иоанна Марии Вианнея как пример святости и покаяния | 1 июля 1962 года      | - «Paenitentiam Agere» (англ.)          |
| 8.Pacem in Terris             | «Мир на Земле»                 | В данной энциклике экуменизм рассматривается в новых аспектах: Иоанн XXIII призвал к сближению и сотрудничеству различных христианских конфессий. Энциклика уделяла внимание социальному вопросу, утверждая, что следование государства Богу является разрешением противоречий между капитализмом и социализмом. Иоанн XXIII призвал верующих устанавливать диалог с социальными движениями, которые борются за мир и справедливость (в том числе и с коммунистами). Такой диалог не только возможен, но и необходим. | 11 апреля 1963 года   | - «Pacem in Terris» (англ.)             |

### Отношения с социалистическим лагерем. Пацифизм
Положение, в котором уже в течение длительного времени пребывала Католическая церковь, было очень серьёзным. Конфронтация с лагерем социализма была лишь одной из важнейших проблем, которую надо было решать. В отличие от своего предшественника Пия XII, Иоанн XXIII был открыт к диалогу с социалистами (ещё в 1956 году направил обращение XXXII Конгрессу Итальянской социалистической партии в Венеции), настойчиво выступал за мир и мирное сосуществование государств с различными социальными системами независимо от господствующей в них идеологии.

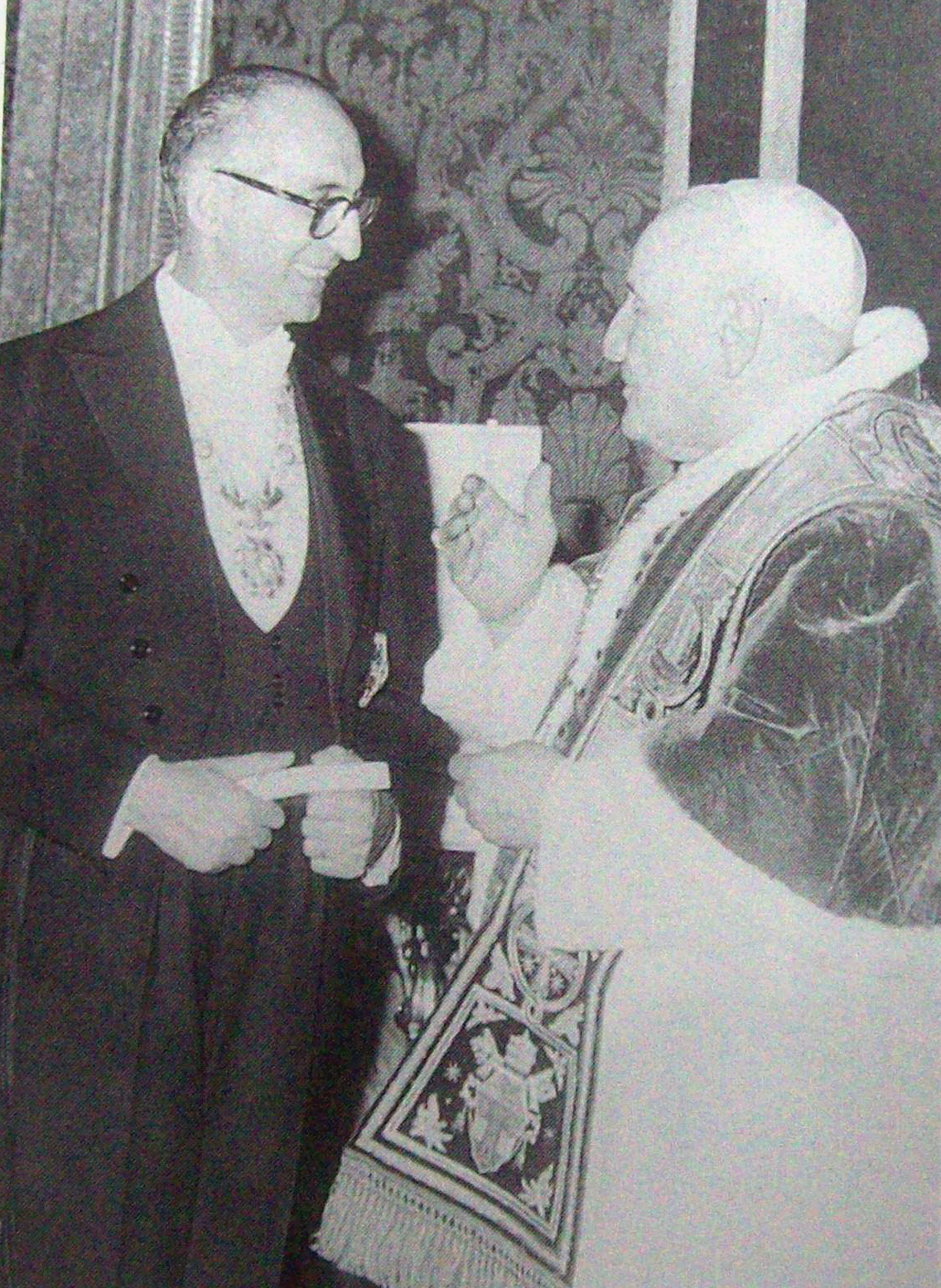
Иоанн XXIII беседует с президентом Аргентины Артуро Фрондиси, 1960 г.

Уже в первом своём обращении по радио в ноябре 1958 года папа, апеллируя к руководителям народов, заявил: «Зачем тратить огромные ресурсы на подготовку войны, вместо того чтобы улучшить благосостояние всех, особенно беднейших классов?» В своей первой энциклике «Ad Petri Cathedram» от 29 июня 1959 года папа писал, что новая война превратит мир в руины, и призывал всех людей, особенно тех, кто стоит во главе государств, добиваться соглашений и сохранить мир.
В 1959 году Иоанн XXIII официально признал революцию на Кубе (первую в католической стране), а 3 января 1962 года аккредитовал при папском дворе представителя правительства Ф.Кастро Л. А. Бланко-и-Фернандеса, хотя ранее папы всегда выступали с осуждением социальных революций, где бы они ни происходили и какой бы характер они не носили. В Гаване постоянно находился папский нунций.

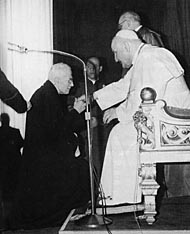
Иоанн XXIII принимает делегацию.

Однако позиция Ватикана — принципиальное отрицание идеологии коммунизма — сохранялась и в период понтификата Иоанна XXIII. В то же время папа считал, что урегулирование отношений между Ватиканом и странами социалистического лагеря, где проживает больше 50 млн католиков, отвечает интересам Католической церкви, хотя и оставался противником общественного строя, существовавшего в этих государствах.

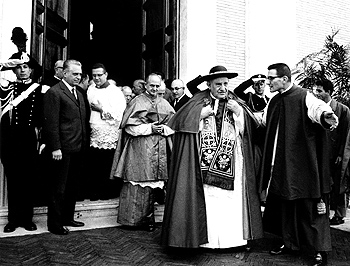
Папа Римский Иоанн XXIII, 1961 г.

Чтобы защитить себя от тех критиков, которые упрекали его в чрезмерных симпатиях к коммунизму, Иоанн часто подчёркивал, что прекрасно понимает, что с коммунизмом не может быть никакого идеологического сближения. Это видно из молитвенной формулы, рекомендованной им католикам в августе 1961 года: «Бдительность по отношению к безбожному коммунизму, к тому, как ему обучают и как с ним живут, не должна быть парализована стремлением к кажущемуся миру». Альтернативой должна быть не война против Советского Союза, а «истинный мир, мир Христа».
В начале 1960-х Иоанн XXIII неожиданно для многих высказался за решение спорных вопросов между двумя системами путём «свободных и лояльных переговоров», содействовать которым — «знак мудрости и осторожности, благословляемый на Небе и земле». В отличие от некоторых своих предшественников, Иоанн XXIII не требовал отлучать от церкви тех, кто исповедует «ошибочные учения». «Сегодня Супруга Христа (то есть Церковь) предпочитает пользоваться лекарством милосердия вместо суровости», — говорил он.
Выступая по радио в сентябре 1961 года, Иоанн XXIII советовал правителям государств «осознать огромную ответственность, которую они несут перед историей», и решать спорные вопросы не силой, а путём искренних и свободных переговоров.
В речи 25 декабря 1961 года перед дипломатами, аккредитованными при Святом Престоле, папа убеждал заинтересованные стороны идти на уступки для достижения мира: «Суд истории будет суров для тех, кто не сделает всё возможное, для того чтобы отдалить от человечества угрозу войны».
Эта же мысль была развита им на приёме правительственных делегаций, прибывших на открытие Вселенского собора в Ватикане в октябре 1962, и ещё раз — через несколько дней после этого, в дни Карибского кризиса, когда папа обратился с воззванием ко всем руководителям стран с призывом прекратить эскалацию международного конфликта. В те дни папа несколько раз звонил президенту США Джону Кеннеди и направил письмо Н. С. Хрущёву настойчиво призывая их к мирному урегулированию конфликта.

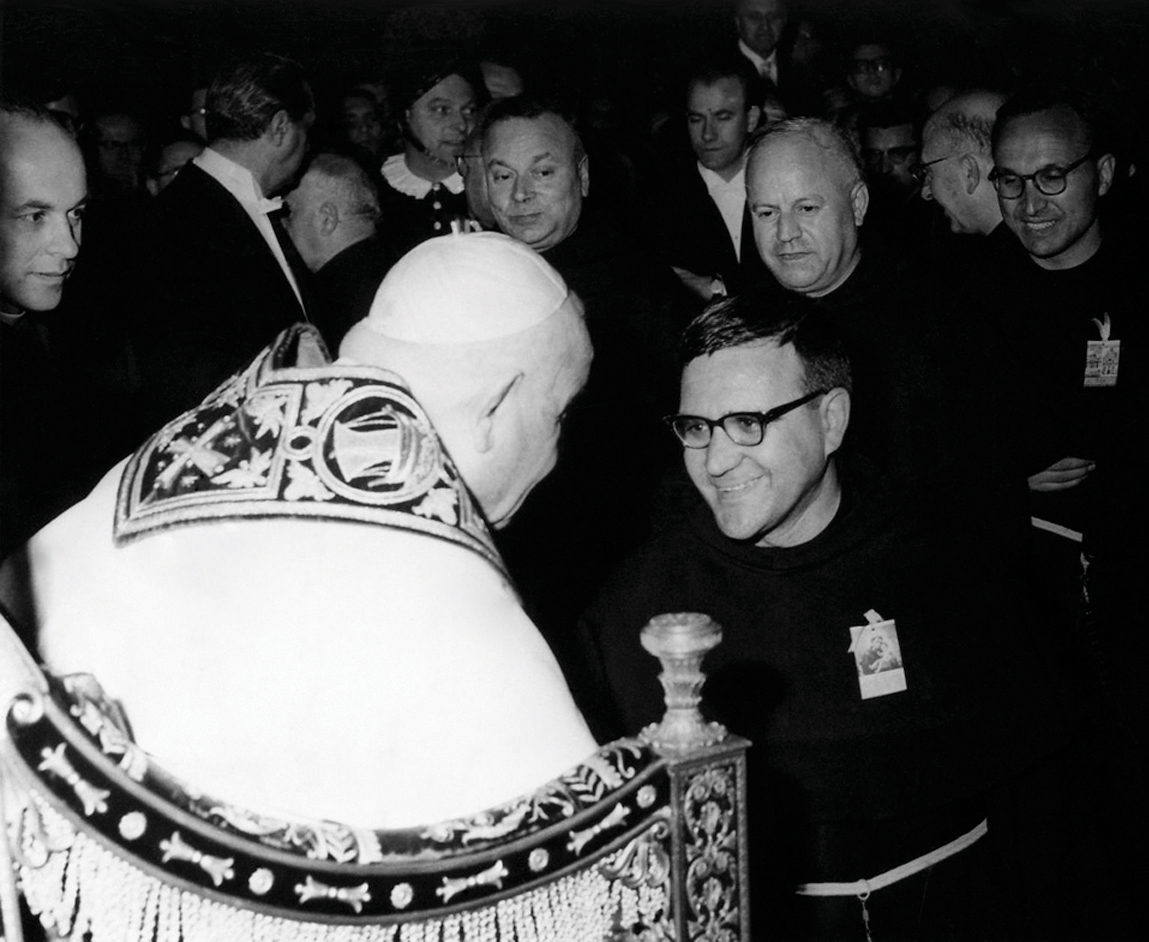
Иоанн XXIII, 1962 г.

Иоанн при посредничестве венского архиепископа кардинала Кенига попытался достигнуть соглашения по церковным вопросам с правительством Венгерской Народной Республики. Переговоры с дипломатами ВНР, начатые Ватиканом при Иоанне XXIII, завершились при его преемнике подписанием в сентябре 1964 соглашения, предусматривавшего урегулирование некоторых практических вопросов, относившихся к деятельности церкви.
Осуждая политику неоколониализма, Иоанн впервые в истории католической церкви назначил кардиналом негритянского епископа Ругамбву из Танзании. Папа вёл активный диалог с лидерами нехристианских религий Вьетнама, Южной Кореи, Тайваня, Японии и др.
Иоанн стремился к объединению христианского мира, установил контакт с представителями некатолических христианских церквей. «Все люди братья, и всё следует решать по-дружески, на основе взаимного человеколюбия», — говорил он.
2 декабря 1960 года папа впервые за последние 400 лет принимал у себя в Риме руководителя англиканской церкви — Архиепископа Кентерберийского Джеффри Фишера.

### Второй Ватиканский собор. Обновление Церкви

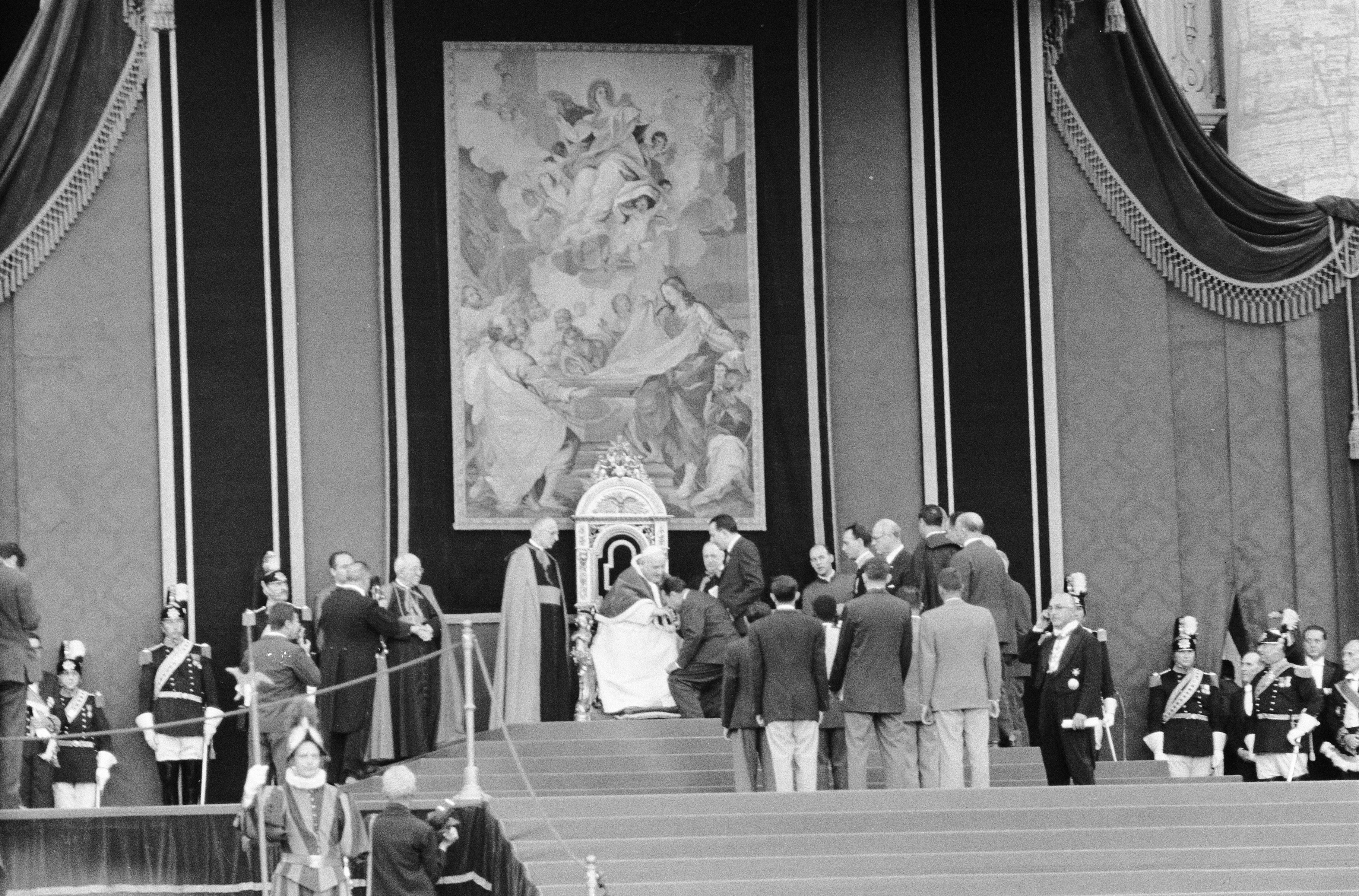
Папа Римский Иоанн XXIII принимает послов, 1960 г.

Папа Иоанн XXIII стал инициатором проведения XXI Вселенского собора, призванного выработать позицию Католической церкви в ответ на вызовы современности и способствовать экуменистическим процессам в рамках христианского мира. 25 января 1959 года он объявил о своём решении созвать римский синод (для обсуждения положения дел в итальянской церкви) и новый Вселенский собор.
Папа знал о своём диагнозе, но твёрдо отказался от хирургического лечения рака желудка, боясь не выйти из наркоза в своём возрасте. Он считал, что ему крайне важно провести Вселенский собор. В день открытия первой сессии Второго Ватиканского или XXI Вселенского собора 11 сентября 1962 года Иоанн XXIII подчеркнул необходимость «содействовать устранению всех конфликтов и прежде всего войн — этого бича народов». «Мы не будем вести исторический судебный процесс. Мы не будем пытаться разобраться в том, кто был прав и кто виноват. Мы скажем лишь: «Воссоединимся, покончим с раздорами»». На соборе обсуждались два важнейших пункта папской программы: обновление церковной жизни, называемое папой Иоанном XXIII «аджорнаменто», и объединение с другими христианскими церквами.
Тогда же он высказал критические замечания в адрес «пророков напастей», которые видят в современном мире только одни опасности для церкви, предрекают лишь катастрофы.
Иоанн XXIII добился большого успеха: Русская православная церковь в лице двух своих наблюдателей официально принимала участие в работе собора. Иоанн придавал исключительное значение присутствию на Втором Ватиканском соборе именно этой церкви.
Ещё в энциклике «Mater et Magistra» («Мать и наставница», 1961) — программном документе Католической церкви по вопросам социальной политики — Иоанн XXIII подчёркивал, что собор должен выработать новую концепцию, способствующую предотвращению любого конфликта, особенно военного. 11 октября 1962 года папа заявил, что в задачу собора не входит осуждение заблуждений и провозглашение анафемы, что ныне церковь отказывается от политики отлучений, отныне «предпочитает лечить скорее милосердием, чем суровостью». Речь папы завершалась призывом к сохранению мира.
В дни работы первой сессии собора папа в беседе с польскими епископами, прибывшими на собор, высказался таким образом, что его слова были истолкованы как признание послевоенных западных границ Польши на Одере и Нейсе. Заявление папы вызвало резкие комментарии в печати ФРГ, а посол боннского правительства в Ватикане Шерпенберг потребовал разъяснения ватиканского статс-секретариата.
В своей рождественской речи Иоанн XXIII называл мир самым драгоценным благом на земле. Это было его последнее рождественское послание. 7 марта 1963 года, обращаясь к президенту Италии по случаю присуждения фондом имени Бальцана международной премии «За мир и гуманизм», папа говорил о сверхнейтралитете Ватикана. Получив премию, Иоанн принял журналистов.
В энциклике «Pacem in Terris» («Мир на Земле») от 13 апреля 1963 года папа призывал «в свете Евангелия объединить все силы, ведущие к подлинному миру в личной сфере, семье и обществе».
Незадолго до смерти Иоанн XXIII говорил нунцию В. Роберти о своем намерении установить дипломатические отношения с Советским Союзом и даже встречался с зятем Н. С. Хрущёва А. И. Аджубеем.
Много лет вёл «Дневник души», в котором комментировал текущие события.

## Итоги и оценки деятельности
Во время своего понтификата издал 8 энциклик.
Противники курса Иоанна XXIII называли его «красным папой», сторонники — «папой мира». Согласно многочисленным воспоминаниям, папа Ронкалли был внимательным, деликатным, добродушным, очень приятным в общении человеком, с чувством юмора. Его прозвищем было «добрый папа».
Папе не было суждено самому осуществить программу «обновления» церкви, принятую Вторым Ватиканским собором. Он умер 3 июня 1963 года от рака желудка, отказавшись от операции. Тело папы было тотчас же после смерти забальзамировано ассистентом Института анатомии медицинского факультета Католического университета Сердца Иисуса Дженнаро Голья. Поэтому при эксгумации 16 января 2001 года оно было найдено совершенно нетленным. Тело папы покоится в базилике собора Святого Петра в Риме. Хрустальный гроб, в котором находится его тело, украшен драгоценными камнями в золотой оправе.
В 2000 году папа Иоанн Павел II причислил Иоанна XXIII к лику блаженных. Память папы Иоанна XXIII Католическая церковь чтит 11 октября. 27 апреля 2014 года Иоанн XXIII причислен папой Франциском к лику святых.

## Высказывания[7]
- «Меня избрали папой на час, но всего за пять лет я сделал много такого, что заставило их задуматься».
- «Существует мнение, что папа должен быть государственным деятелем, дипломатом, учёным, вождём общества – человеком, душа которого открыта всему тому, что определяет прогресс современной жизни. У тех, кто так думает, неправильное представление о папе».
- «В моём окне будет всегда гореть свет. Любой, кто проходит мимо, может войти без стука, потому что дверь будет открыта. Я не спрошу, какой он веры, но приму его как брата».